# William J. Fallon
William Joseph Fallon, Almirante estadounidense (n. el 30 de diciembre de 1944 en East Orange, Nueva Jersey, Estados Unidos) se desempeñó como comandante del CENTCOM (2007-2008).

## Carrera militar
Nació en East Orange pero se crio en Merchantville, Nueva Jersey, se graduó en 1967 de la Universidad de Villanova, que recibió a su comisión a través del programa ROTC de la Marina y fue designado un oficial de vuelo naval al término de su entrenamiento de vuelo en diciembre de 1967.
Fallon comenzó su servicio de Aviación Naval en volar en el RA-5C Vigilante con un despliegue de combate a Vietnam, hasta volar el Intruder A-6 en 1974. Sirvió en las asignaciones de vuelo con escuadrones de ataque y alas portadoras de aire durante 24 años, la implementación en el Mar Mediterráneo, el Atlántico, Pacífico e Índico se embarcó a bordo del USS Saratoga (CV 60), USS Ranger (CV 61), USS Nimitz (CVN 68) , el USS Dwight D. Eisenhower (CVN 69) y USS Theodore Roosevelt (CVN 71). Ha registrado más de 1.300 aterrizajes de portaaviones detenidos y 4.800 horas de vuelo en aviones a reacción táctica.
Fallon ordenó el Escuadrón de Ataque 65 se embarcó a bordo del Dwight D. Eisenhower, ala de ataque de un medio en NAS Oceana, Virginia, y Carrier Air Wing 8 a bordo del Theodore Roosevelt durante un despliegue de combate al Golfo Pérsico para la Operación Tormenta del Desierto en 1991. Asignado como comandante del Grupo de Carrier 8 en 1995, fue enviado al Mediterráneo como comandante del Theodore Roosevelt y el grupo de batalla al mando de la flota Fuerza de Batalla sexto (CTF 60) durante el combate de la Fuerza de la OTAN en Bosnia Operación deliberada. Fallon sirvió como comandante de la Flota y comandante segundo de la Flota del de Asalto del Atlántico de noviembre de 1997 a septiembre de 2000.
Destinaciones en tierra incluyen funciones como Asistente y el Teniente Flag y comandante de la Flota Aérea de Jacksonville, y el personal de Comandancia, Comandante de Reconocimiento de ataque del ala 1; fuerza de prueba operacional, y el Comandante Naval de la Fuerza Aérea de EE. UU. Flota del Atlántico. Se ha desempeñado como Director Adjunto de Operaciones, Fuerza de Tarea Conjunta, en el Sudoeste de Asia, en Riad, Arabia Saudita, y como Director Adjunto de Planes de la aviación y los requisitos del Estado Mayor del Jefe de Operaciones Navales en Washington D.C. Su primera misión oficial de bandera fue con la OTAN, como jefe de personal auxiliar, los planes y de políticas para el Comandante Supremo Aliado en el Atlántico. Fue asignado como Subdirector y Jefe de Personal de la Flota del Atlántico de Estados Unidos seguido por la asignación como Segundo Comandante en Jefe y Jefe de Estado Mayor y del Comando Atlántico de los EE.UU. Fallon sirvió como el vicejefe de Operaciones Navales 31a entre octubre de 2000 agosto de 2003. Él era el comandante de la Flota de EE. UU. y los EE. UU. Comando de las Fuerzas de la Flota Atlántica de octubre de 2003 hasta febrero de 2005. Se desempeñó como Comandante del Comando del Pacífico de EE. UU. a partir de febrero de 2005 hasta marzo de 2007.

## Educación
Fallon es un graduado de la Escuela de Guerra Naval de Newport, Rhode Island, el National War College en Washington D. C., y tiene un Master of Arts en Estudios Internacionales de la Universidad de Old Dominion.

## Retiro polémico
El almirante William Fallon, máximo responsable de las Fuerzas Armadas de Estados Unidos para las guerras de Irak y Afganistán, anunció su dimisión el martes debido a lo que calificó de noticias falsas sobre supuestas grandes diferencias entre él y el Gobierno de George W. Bush respecto a Irán.
Su decisión siguió a la publicación de una noticia en la revista Esquire la semana pasada que le llamaban "El Hombre entre la Guerra y la Paz" y le describían resistiéndose a una campaña del Gobierno para tomar medidas más duras contra Teherán. Al anunciar la decisión de Fallon a los periodistas en el Pentágono, el secretario de Defensa de Estados Unidos, Robert Gates, rechazó la conclusión del artículo de Esquire de que si Fallon dejaba su cargo aumentarían las probabilidades de una guerra contra Irán. "He aprobado con pesar y reticencia la solicitud del almirante Fallon para retirarse", dijo Gates.

## Condecoraciones
Sus premios incluyen la Medalla de Servicio Distinguido de Defensa, Medalla por Servicio Distinguido, la Medalla Servicio Superior de Defensa, la Legión de Mérito, la Estrella de Bronce, Medalla de Servicio Meritorio, Medalla Aérea, el Encomio de la Medalla de la Marina, y la unidad de diversas condecoraciones de campaña.